# Rediviva colorata
Rediviva colorata là một loài ong trong họ Melittidae. Loài này được Michener miêu tả khoa học đầu tiên năm 1981.